# Disparomitus yemenicus
Disparomitus yemenicus is een insect uit de familie van de vlinderhaften (Ascalaphidae), die tot de orde netvleugeligen (Neuroptera) behoort. 
Disparomitus yemenicus is voor het eerst wetenschappelijk beschreven door Hölzel in 2004.